# Калашников Юрій Васильович (військовик)
Ю́рій Васи́льович Кала́шников (1924—1992) — радянський військовик, учасник Другої світової війни. Повний кавалер ордена Слави.

## З життєпису
Народився 30 травня 1924 року у місті Бугуруслан Оренбурзької області у сім'ї службовця. Закінчив 7 класів Аллах-Юнської школи. Працював обліковцем на Усть-Аллаїхівській базі продснабу «Джугджурзолототранс». Призваний у серпні 1942 року Аллах-Юнським райвійськкоматом.
На фронтах нацистсько-радянської війни з червня 1944 року. Брав участь у боях на території Карелії, Угорщини, Австрії.
1945 року демобілізувався; закінчив Чимкентський політехнічний технікум. Працював оперуповноваженим районного відділу міліції у селищі Чульман Якутської АРСР. Потім працював на будівництві, потім головним спеціалістом проєктного інституту «Дальгіпрорибпром».
У 1980-х роках жив у Калузі, потім переїхав до дітей в Москву. Помер 1992 року; похований у Москві.

## Нагороди
- Наказом від 31 липня 1944 року нагороджений орденом Слави 3-го ступеня
- Наказом від 18 квітня 1945 року нагороджений орденом Слави 2-го ступеня
- 30 квітня 1945 року повторно нагороджений орденом Слави 2-го ступеня
- Указом Президії Верховної Ради СРСР від 19 серпня 1955 перенагороджений орденом Слави 1-го ступеня
- Орден Вітчизняної війни 1 ступеня
- медалі